# Silicon Hill
Silicon Hill — крупнейший клуб Студенческого союза Чешского технического университета. В клубе состоит около 4200 человек. Расположен в общежитиях Страгов на вершине холма Петржин, по соседству со Страговским стадионом. Задачей клуба является обеспечение работы локальной сети, которая является одной из крупнейших сетей в мире, организованной и обслуживаемой студентами. Клуб занимается организацией студенческих мероприятий и студенческим самоуправлением. Участие в клубе является добровольным и, соответственно, его участники действуют во благо клуба без формальных оснований на финансовые вознаграждения или иные формы компенсации затраченного времени.

## Финансирование
Основным источником пополнения бюджета клуба являются членские взносы, которые вносятся членами напрямую в клуб раз в семестр. Согласно внутренним предписаниям 10 % от взносов направляется в материнскую организацию, Студенческий клуб ЧВУТ. Вторичным источником финансирования являются добровольные пожертвования.
Основная часть средств направляется на модернизацию и поддержание работы сети и студенческой инфраструктуры: серверы, аренда помещений для мероприятий, поддержка фит-центра. Также в структуре клуба есть один наёмный работник — секретарь в офисе клубе.
Информация об бюджете и статьях расхода доступна всем членам клуба посредством веб-приложения.

## Сеть клуба
Ядром сети является Cisco 6509E и два Cisco Nexus 5596UP. По состоянию на март 2013 года около трети членов клуба подключены к новым 10 Гб каналу опорной сети посредством 10/100/1000 Мб маршрутизаторов Cisco 2960S-48TD-L, остальные две трети подключены к старым 10/100 Мбит маршрутизаторам Cisco 2950/2960, а те — к 1 Гбит каналу опорной сети. Конечные пользователи имеют широкополосный доступ к сети Интернет с фактической скоростью 100 Мбит/с.
В рамках лекции о страховской сети на ИТ-конференции InstallFest 2013 были сообщены следующие данные:
- 4256 членов
- 4902 портов
- 35 точек доступа WiFi

Клуб администрирует домены sh.cvut.cz и siliconhill.cz, а также отдельные тематически ориентированные. Клубу отведены диапазоны IP-адресов 147.32.112.0/20, 147.32.30.0/23 и 2001:718:2::/56.
Управление сетью производится посредством собственного проприетарного ПО Архивная копия от 13 марта 2017 на Wayback Machine для учета и конфигурирования профилей членов клуба и сетевого оборудования. Производятся автоматическое обновление данных в службах DNS, DHCP, LDAP, RADIUS и SMTP.
Сеть проложена по 10 блокам страховских общежитий, центральная серверная размещена в блоке № 8. Администраторами сети выступают добровольцы из числа членов клуба. Их компетенции могут иметь разный уровень: администраторы ядра сети, администраторы блока и регистраторы (работа с пользователями).

## Основные проекты клуба
Клуб Silicon Hill предоставляет своим членам средства и оказывает поддержку (в том числе финансовую) для осуществления различных студенческих проектов, в том числе образовательных. Для получения поддержки заявитель должен провести презентацию своего проекта перед советом клуба.

### Аудиовизуальный центр
Проект аудиовизуального центра ориентирован на изготовление и сопровождение аудио и видеоматериалов, техническую поддержку соответствующей техники на мероприятиях клуба.

### Фитнес-центр
В распоряжении клуба имеются не только малые тренажёрные залы в каждом блоке, но и оборудованный фитнес-центр, сотрудничающий с тренерской школой Петра Стаха (чемпиона Европы по культуристике в 1975 и 1977 годах).

### MacGyver
Проект MacGyer является электротехнической мастерской, которая доступна всем членам клуба.

### Центр Unix-технологий
Целью проекта является популяризация OpenSource ПО. В первую очередь речь идет о GNU/Linux и его экосистеме. Центр регулярно проводит цикл профильных семинаров и является организатором ИТ-конференции InstallFest (а ранее — CryptoFest и RetroFest).

### SHOW (Silicon Hill Open Wednesday)
SHOW — некоммерческий музыкальный фестиваль для молодых музыкальных групп, в первую очередь основанными студентам со Страхова и других общежитий. В отличие от Strahov Open Air, который организует Студенческий союз ЧВУТ, SHOW полностью организован клубом Silicon Hill.

### Cisco Networking Academy (CNA)
Клуб долгое время имел собственную CNA-академию, но в конце 2012 года произошло объединение с академией в Дейвицах и в результате была открыта единая CNA-академия Студенческого союза ЧВУТ с большим количеством аудиторий. На Страховке аудитория находится на цокольном этаже блока № 7. Несомненным достоинством данной академии является возможность испытать полученные знания на действующей сети и получить опыт.

## История
- 1990 — после принятия закона о некоммерческих организациях было созданное Студенческое самоуправление Страхова.
- 1993 — начала своё развитие локальная сеть. Студенты в блоке № 8 сформировали объединением своих компьютеров первую сеть. Впоследствии аналогичные автономные сети стали возникать и в других блоках.
- 1995 — отдельные блоки кампуса были подключены к академической сети ЧВУТ.
- 1996 — отмечен резкий рост количества членов клуба (то есть компьютеров в сети), в результате была создана опорная сеть.
- 1998 — основан Студенческий союз ЧВУТ, а как следствие — Silicon Hill, первый его клуб.
- 1999 — проведено подключение к единой сети всех блоков кампуса за исключением блока № 12. Впервые проведен InstallFest.
- 2002 — модернизация сети, произведен переход на СКС.
- 2005 — объединение студенческого самоуправления с клубом Silicon Hill. Основание фитнес-центра.
- 2007 — клуб начал арендовать учебный центр: в перестроенной прачечной были созданы лекционный зал и 3 компьютерных класса.